# Isn't It a Pity
Singles de George Harrison
What Is Life
(1971)
Pistes de All Things Must Pass
Wah-Wah What Is Life
Isn't It a Pity est une chanson composée et écrite par George Harrison, parue en 1970 sur son triple album All Things Must Pass. Elle apparaît en deux variantes : la première "Isn't It A Pity (Version One)", la plus longue qui dure sept minutes et treize secondes ; la seconde en est la reprise, intitulée "Isn't It A Pity (Version Two)", complètement différente de la première par ses arrangements plus simples. Elle sort en single la même année aux États-Unis et en France, comme « double face A » de My Sweet Lord. Écrite en 1966 et refusée par les Beatles, elle devient n°1 au Canada, individuellement à My Sweet Lord qui est à l'époque en tête des ventes au Canada, mais aussi aux États-Unis et en Europe de l'ouest.
Un des points culminants de l'album, une des plus célèbres compositions d'Harrison, souvent décrite comme une « profonde réflexion sur la séparation des Beatles », elle fut reprise par de nombreux artistes dont Nina Simone, Matt Monro, Cowboy Junkies, Paul Young, Elliott Smith, Galaxie 500, Graham Nash, Roberta Flack.

## Enregistrement

### Personnel
| - George Harrison – guitare acoustique, guitare slide, chant, chœurs - Eric Clapton - guitare électrique - Pete Ham - guitare acoustique - Tom Evans - guitare acoustique - Joey Molland - guitare acoustique - Klaus Voormann – basse - Billy Preston – orgue - Gary Wright – piano - Tony Ashton - piano - Bobby Whitlock- harmonium - Mike Gibbins - tambourin - Ringo Starr – batterie - The George O'Hara-Smith – chœurs - John Barham – orchestration | - George Harrison – guitare acoustique - Eric Clapton – guitare électrique - Tony Ashton – piano - Bobby Whitlock – orgue - Carl Radle – basse - Ringo Starr – batterie - Mike Gibbins – tambourin - John Barham – orchestration - The George O'Hara-Smith – chœurs |

### Équipe technique
- George Harrison, Phil Spector – production
- Ken Scott – ingénieur du son
- Phil McDonald – ingénieur du son

## Reprise
En 2021, Peter Frampton reprend la chanson sur son album Frampton Forgets The Words.